# Tabàtxne (Bakhtxissarai)
|  | Per a altres significats, vegeu «Tabàtxne». |

Tabàtxne (en (ucraïnès): Табачне, en rus: Табачное) és un poble de la República Autònoma de Crimea a Ucraïna, que el 2019 tenia 1.539 habitants. Pertany al districte de Bakhtxissarai.